# Clara Hughesová
Clara Hughesová (* 27. září 1972 Winnipeg, Manitoba) je bývalá kanadská rychlobruslařka a cyklistka. Je jedním z pěti sportovců, kteří získali medaili na zimních i letních olympijských hrách, a zároveň jedinou osobou v historii, která na obou hrách získala několik medailí.
Jako cyklistka se Hughesová zúčastnila několika Panamerických her a her Commonwealthu. V roce 1995 dojela na mistrovství světa v cyklistice v časovce na druhém místě. Na Letních olympijských hrách 1996 v Atlantě získala dvě bronzové medaile, jednu v individuálním silničním závodě a jednu v časovce. Závodila i na následujících hrách v Sydney a čtyřikrát jela také v ženském závodě Tour de France. Je osmnáctinásobnou mistryní Kanady. V roce 2015 uvedla, že na cyklistickém MS 1994 měla pozitivní dopingový test na efedrin, ačkoliv podle svých slov nevěděla, jak se jí do těla dostal. Čtvrté místo z časovky jí zůstalo, tříměsíční trest si odpykala mimo sezónu a dostala radu, aby o svém případu mlčela.
Zimních olympijských her 2002 se zúčastnila jako rychlobruslařka a v závodě na 5000 m dojela na třetím místě. Na zimní olympiádě v Turíně získala na této trati zlatou medaili a v roce 2010 ve Vancouveru bronz. Z turínských her si odvezla ještě stříbrnou medaili ze závodu družstev. Na pětikilometrové trati získala rovněž několik medailí na mistrovství světa.